# Kuhfelde
Kuhfelde é um município da Alemanha, situado no distrito de Altmarkkreis Salzwedel, no estado de Saxônia-Anhalt. Tem 45,6 km² de área, e sua população em 2019 foi estimada em 1.090 habitantes.